# Idmidronea contorta
Idmidronea contorta is een mosdiertjessoort uit de familie van de Tubuliporidae. De wetenschappelijke naam van de soort is voor het eerst geldig gepubliceerd in 1875 door Busk.